# پاتریشیا هیل کالینز
پاتریشیا هیل کالینز (انگلیسی: Patricia Hill Collins؛ زادهٔ ۱ مه ۱۹۴۸) یک جامعه‌شناس اهل ایالات متحده آمریکا است. او در دانشگاه براندیس و هاروارد تحصیل کرده است، پایان نامه خود را با موضوع جنسیت و بازار کار با گسترش نظریه تقاطع و ماتریس سلطه ارائه کرده و فعالیت‌های نظری و پژوهشی او در درجه اول به حوزه نابرابری اجتماعی، نژاد و جنسیت در جامعه آفریقایی-آمریکایی تبار قرار دارد و همچنین در حوزه‌های مطالعات آفریقایی-آمریکایی، فمینیسم،‌دانش و معرفت شناسی و اندیشه فمینیسمی سیاه نیز فعالیت می‌کند.
او رئیس سابق دپارتمان مطالعات آفریقایی-آمریکایی در دانشگاه سینسیناتی و رئیس سابق انجمن جامعه‌شناسی آمریکا است، او اولین زن آفریقایی-آمریکایی بود که به عنوان رئیس ASA برگزیده شد.
کالینز تنها فرزند خانواده خود است که در ۱ می ۱۹۴۸ در فیلادلفیا متولد شده است. پدر او کهنه‌سرباز جنگ جهانی دوم و کارگر کارخانه بوده است و مادرش منشی. پاتریشیا در دوران تحصیل خود در مدرسه‌ای در فیلادلفیا با تبعیض‌های میان سیاهپوستان و سفیدپوستان مواجه شد. او مدرک لیسانس خود را در رشته جامعه‌شناسی از دانشگاه براندیس دریافت کرد و سپس در رشته جامعه‌شناسی هنر ادامه تحصیل داد. او بین سالهای ۱۹۷۰ تا ۱۹۷۶ در رشته آموزش در دانشگاه هاروارد تحصیل کرد. سپس دوره دکتری خود در دانشگاه براندییس را در سال ۱۹۸۴ به اتمام رساند.
در سال 1990، کالینز اولین کتاب خود را با عنوان اندیشه فمینیستی سیاه: دانش، آگاهی و سیاست توانمندسازی منتشر کرد.
در سال ۲۰۰۵ کالینز به عنوان استاد برجسته دانشگاه به گروه جامعه شناسی دانشگاه مریلند پیوست.